# Gerald Estrin

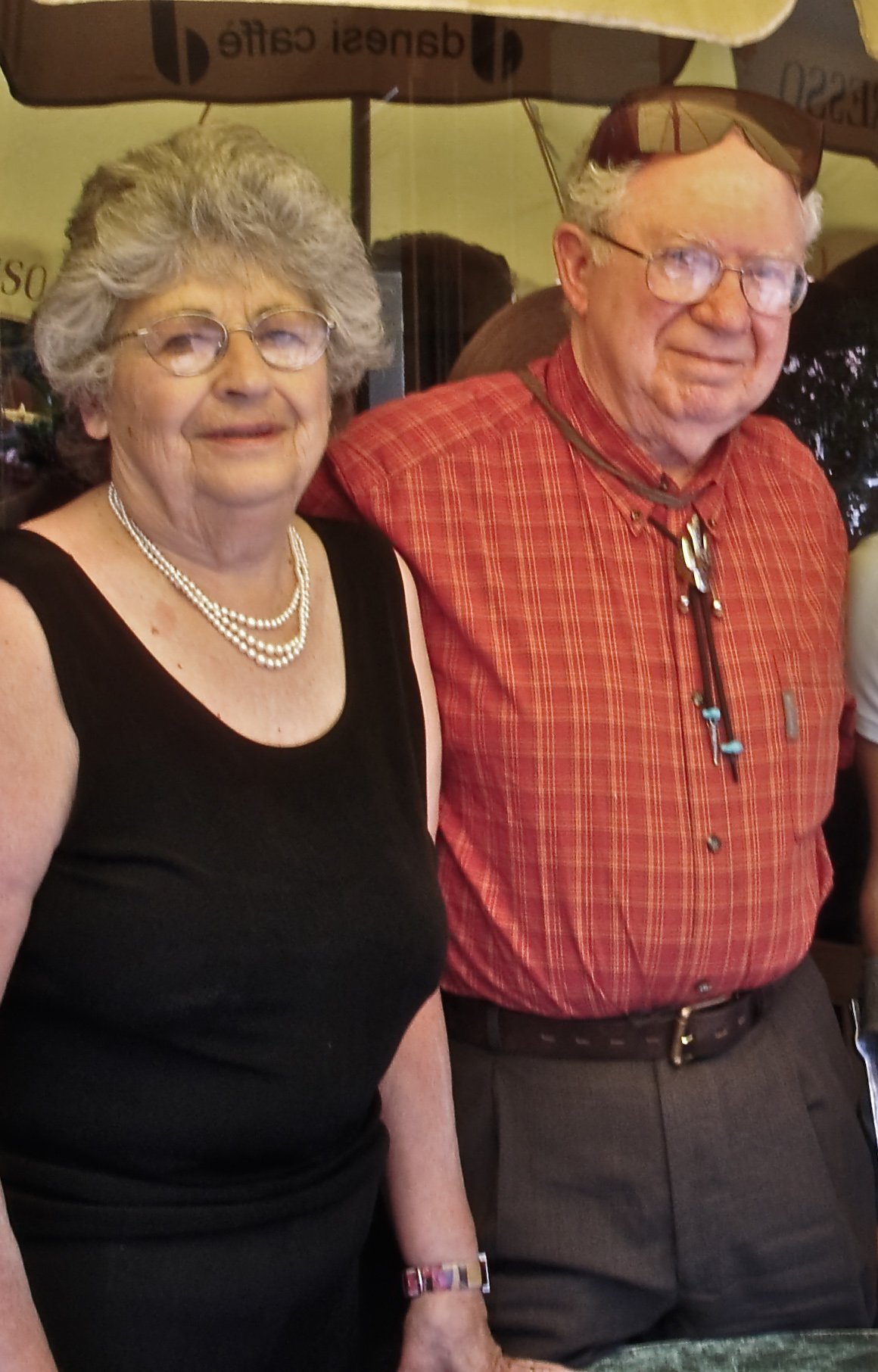
Gerald und Thelma Estrin, Santa Monica 2007

Gerald Estrin (* 9. September 1921 in New York City; † 29. März 2012 in Los Angeles) war ein US-amerikanischer Informatiker.
Estrin studierte Elektrotechnik an der University of Wisconsin mit dem Bachelor-Abschluss 1948, dem Master-Abschluss 1949 und der Promotion 1951. Von 1950 bis 1956 gehörter als Ingenieur zur Gruppe von John von Neumann, die eine Reihe früher Rechner nach von Neumanns Plänen am Institute for Advanced Study entwickelte (IAS-Computer). Auf Einladung des Weizmann-Instituts baute er einen ähnlichen Rechner in Israel als Leiter des WEIZAC-Projekts (1954/55). Er wurde Professor für Informatik an der University of California, Los Angeles (UCLA), wo er 1979 bis 1982 und 1985 bis 1988 der Informatik-Fakultät vorstand. 1991 emeritierte er.
Mit Arbeiten Ende der 1950er und Anfang der 1960er Jahre gilt er als Pionier des Reconfigurable Computing (rekonfigurierbares Rechnen mit speziellen Hardware-Komponenten zum Beispiel für Bilderkennung, die jeweils neu programmiert wurden, mit ihrer speziellen Struktur aber viel schneller als sequentielle Rechner waren), realisiert im Fixed plus Variable Structure Computer an der UCLA. Die Idee war ihrer Zeit voraus und wurde erst später mit dem Aufkommen von FPGAs weiter verfolgt.
1996 erhielt er den Computer Pioneer Award. Er ist Fellow der IEEE, war Guggenheim Fellow und ist im Leitungsrat des Weizmann-Institut.
Seine Ehefrau Thelma Estrin (1924–2014) war ebenfalls Informatik-Professorin an der UCLA und befasste sich mit biomedizinischer Forschung und Expertensystemen.
Ihre drei Töchter erreichten ebenfalls eine akademische Karriere. Deborah Estrin ist Informatik-Professorin, Judith Estrin ist ebenfalls Informatikerin und Geschäftsfrau und Managerin verschiedener Softwarefirmen, Margo Estrin ist als Ärztin für Innere Medizin tätig.